# Городец (Гомельская область)
Городе́ц (бел. Гарадзе́ц) — агрогородок, центр Городецкого сельсовета Рогачёвского района Гомельской области Беларуси.

## География
В 28 км на юго-восток от районного центра и железнодорожной станции Рогачёв (на линии Могилёв — Жлобин), 106 км от Гомеля.

## Гидрография
На реке Ржавка (приток реки Днепр).

## Транспортная система
Автодорога Химы — Гадиловичи. Планировка состоит из двух разделённых рекой частей: северной (к 2 прямолинейным, параллельным улицам меридиональной ориентации с востока присоединяется короткая; все 3 улицы на юге соединяются прямолинейной широтной улицей, на юг от которой расположена короткая улица) и южной (к почти прямолинейной меридиональной улицы присоединяются на севере прямолинейная улица с широтной ориентацией, с востока — 2 короткие и с запада — 3 почти меридиональной ориентации и соединённые между собой переулками короткие улицы). Застройка двусторонняя, преимущественно деревянная, усадебного типа.

## История
По письменным источникам известна с начала XVIII века как деревня в Речицком повете Минского воеводства Великого княжества Литовского. В 1760 году построена деревянная церковь, а в 1838 году — деревянная колокольня.
После 1-го раздела Речи Посполитой (1772 год) в составе Российской империи, владение Игнатия Казимировича Халецкого, в 1777 году — 209 крестьян, 2 еврея. В статистическом описании Могилёвской губернии 1784 года названа селом, а в конце XVIII века получила статус местечка.
Во время Отечественной войны 1812 года около городка происходили столкновения французских войск с отрядами российского генерала Ф. Ф. Эртеля.
По ревизии 1816 года владение помещика Зеньковича, в Рогачёвском уезде Могилёвской губернии. В 1858 году владение помещицы А. М. Акинчиц. В 1860 году принадлежала помещикам Богдановичу, Гадениусу, Дробышевским и Акинчицу.
В 1884 году школа, еврейский молитвенный дом, 18 магазинов, деревянная Свято-Успенская церковь, хлебозапасный магазин. Центр Городецкой волости (до 17 июля 1924 года), в состав которой в 1890 году входили 50 селений с 1835 дворами. Согласно переписи 1897 года действовали 2 ветряные мельницы, 2 круподёрки, 2 раза в год (9 мая и 15 августа) проводились ярмарки, отделение почтовой связи, винный магазин.
В декабре 1917 года легионеры корпуса И. Р. Довбор-Мусницкого заняли и разграбили Городец. В январе 1918 года в бою около деревни партизанский отряд разгромил польское войсковое подразделение, захватил его канцелярию, много оружия и военнопленных. 23 декабря 1920 года начала работу деревенская электростанция. С 1920 года действовал ветеринарный пункт. В поместье был создан колхоз «Самопомощь».
С 26 апреля 1919 года до 17 июля 1924 года центр волости Гомельской губернии РСФСР, с 3 марта 1924 года в составе БССР, центр Городецкого района (до 4 августа 1927 года) Бобруйского (до 26 июля 1930 года) округа, с 20 февраля 1938 года Гомельской области.
В 1929 году организован колхоз, работали нефтяная мельница, торфодобывающая артель, кузница, портняжная и сапожная мастерские. Во время Великой Отечественной войны 30 ноября 1942 года партизаны разгромили немецкий гарнизон, основная часть которого размещалась в кирпичном здании деревенской школы. В декабре 1943 года каратели сожгли 83 двора, убили 181 жителя. Освобождена 4 декабря 1943 года. В боях за деревню и окрестности погибли 290 советских солдат (похоронены в братских могилах в центре и на южной окраине деревни). 226 жителей погибли на фронте. В 1980 году к деревне присоединена соседняя деревня Семиновка. Центр колхоза «Рассвет». Расположены молочный завод, комбинат бытового обслуживания, средняя школа, школа-общежитие, Дом культуры, библиотека, детский сад, больница, аптека, ветеринарный пункт, отделение связи, столовая, 3 магазина, историко-краеведческий музей (в школе).
В состав Городецкого сельсовета входила до 1980 года деревня Семиновка (не существует).

## Население
- 1777 год — 209 крестьян, 2 еврея
- 1816 год — 24 двора
- 1838 год — 106 дворов
- 1860 год — 524 жителя
- 1884 год — 66 дворов 484 жителя
- 1897 год — 183 двора, 1306 жителей (согласно переписи)
- 1940 год — 379 дворов
- 1959 год — 1149 жителей (согласно переписи)
- 2004 год — 384 хозяйства, 1056 жителей
- 2019 год — 293 хозяйства, 782 жителя[2]

## Известные уроженцы
- Марголин, Иехошуа (יהושע מרגולין) (1877—1947) — израильский писатель, поэт.
- Никола́й Ники́тович Слюнько́в — партийный и государственный деятель, Герой Социалистического Труда, лауреат Государственной премии СССР, заслуженный работник промышленности БССР[3].
- Н. А. Овчинников — белорусский художник.
- И. М. Якушев — лауреат Государственной премии СССР.